# Narathura bosnika
Narathura bosnika är en fjärilsart som beskrevs av Evans 1957. Narathura bosnika ingår i släktet Narathura och familjen juvelvingar. Inga underarter finns listade i Catalogue of Life.